# Simón Rodríguez (khu tự quản)
Simón Rodríguez là một khu tự quản thuộc bang Anzoátegui, Venezuela. Thủ phủ của khu tự quản Simón Rodríguez đóng tại El Tigre. Khự tự quản Simón Rodríguez có diện tích 703 km2, dân số theo điều tra dân số ngày 21 tháng 10 năm 2001 là 147800 người.